# Wang Jilian
Wang Jilian (en chino: 王积连; Dalian, China; 15 de febrero de 1946 – Pekín, China; 5 de junio de 2016) fue un futbolista de China que jugaba en la posición de delantero.

## Carrera

### Club
| Periodo   | Club                          |
| --------- | ----------------------------- |
| 1964-1965 | Liaoning worker football team |
| 1965–1976 | Liaoning FC                   |
| 1977      | Beijing Military Region       |
| 1981      | Beijing                       |
| 1985      | Beijing worker football team  |

### Selección nacional
Jugó para China de 1966 a 1976, con la que anotó tres goles en nueve partidos, uno de ellos fue el primer gol de China en la Copa Asiática 1976, además de los Juegos Asiáticos de 1974.

## Historia
En los registros históricos, el pueblo se menciona por primera vez en 1639. Antes de la creación de la Checoslovaquia independiente en 1918, Osadné formaba parte del condado de Zemplén en el Reino de Hungría. De 1939 a 1944, formó parte de la República Eslovaca. En otoño de 1944, el Ejército Rojo desalojó a la Wehrmacht de Osadné y volvió a formar parte de Checoslovaquia.